# Hans Spangenberg
Hans Spangenberg, eigentlich Johann Louis Georg Spangenberg (* 27. März 1868 in Berlin; † 2. Oktober 1936 in Rostock), war ein deutscher Archivar und Historiker mit einem Schwerpunkt in der Verfassungs- und Wirtschaftsgeschichte des Mittelalters.
Hans Spangenberg wurde geboren als Sohn des aus Hamburg gebürtigen Berliner Landschaftsmalers Louis (Ludolf Hieronymus) Spangenberg und dessen Frau Mathilde Louise, geb. Jacobsen.
Nach dem Abitur am Berliner Friedrich-Wilhelm-Gymnasium studierte Spangenberg an den Universitäten Freiburg, Straßburg und Berlin Geschichte und Klassische Philologie. 1891 wurde er bei Harry Bresslau mit einer Arbeit über Cangrande I. della Scala promoviert. 1898 trat er im Staatsarchiv Osnabrück in den preußischen Archivdienst ein, der ihn über verschiedene Stationen (Geheimes Staatsarchiv Berlin, Staatsarchiv Münster, Staatsarchiv Breslau) in das Staatsarchiv Königsberg führte, wo er vom November 1905 bis zu seiner Berufung an die Universität Rostock als Archivrat wirkte. An der Universität Königsberg habilitierte er sich 1906 mit einer Arbeit über die Hof- und Zentralverwaltung der Mark Brandenburg im Mittelalter. Dort lehrte er als Privatdozent und wurde 1920 zum Honorarprofessor ernannt. 1921 wechselte Spangenberg nach Rostock, wo er auch Direktor des Historischen Seminars wurde und im akademischen Jahr 1924/1925 Dekan der Philosophischen Fakultät war. Er stellte 1933 aus gesundheitlichen Gründen seine Lehrtätigkeit ein und ließ sich 1934 emeritieren.
Sein Forschungsschwerpunkt war die Verfassungs-, Wirtschafts- und Stadtgeschichte des Mittelalters.

## Schriften (Auswahl)
- Hof und Zentralverwaltung der Mark Brandenburg im Mittelalter. Leipzig 1908 (Digitalisat).
- Vom Lehnstaat zum Ständestaat. Ein Beitrag zur Entstehung der landständischen Verfassung. Oldenbourg, München 1912.
- Hrsg. mit Paul Sander: Urkunden zur Geschichte der Territorialverfassung. 4 Hefte. Kohlhammer, Stuttgart 1922–1926.
- Territorial-Wirtschaft und Stadtwirtschaft. Ein Beitrag zur Kritik der Wirtschaftsstufentheorie. Oldenbourg, München 1932.